# Frieda Hempel
Frieda Hempel (Lipsia, 26 giugno 1885 – Berlino, 7 ottobre 1955) è stata un soprano tedesco con cittadinanza statunitense, che ha cantato in opere liriche ed in concerto, raggiungendo una carriera internazionale, sia in Europa che negli Stati Uniti.

## Biografia
Frieda Hempel nacque a Lipsia e studiò prima all'Università della musica e del teatro di Lipsia e poi al Conservatorio Stern di Berlino di Berlino, dove fu allieva di Selma Nicklaß-Kempnert. In seguito ha studiato canto con Sarah Robinson-Duff ed Estelle Liebling a New York; entrambe erano state formate da Mathilde Marchesi. Le sue prime apparizioni furono a Breslavia, cantando Violetta, La regina della notte e Rosina. Debuttò a Schwerin nel 1905 e vi rimase per i due anni successivi, cantando anche Gilda, Leonora (Il trovatore) e Woglinde.
Ebbe un tale successo che il Kaiser Guglielmo II di Germania chiese al teatro di Schwerin di liberarla in modo che potesse cantare anche a Berlino. Vi debuttò nel 1905 come Frau Fluth (in Le allegre comari di Windsor di Nicolai) e quell'anno cantò anche al Festival di Bayreuth. Cantò alla Royal Court Opera di Berlino dal 1907 al 1912, dove è stata anche ammirata come Lucia, Marguerite de Valois e Marie. L'entusiasmo del Kaiser per la Hempel portò altri a chiamarla "l'allodola del Kaiser".

### Carriera internazionale

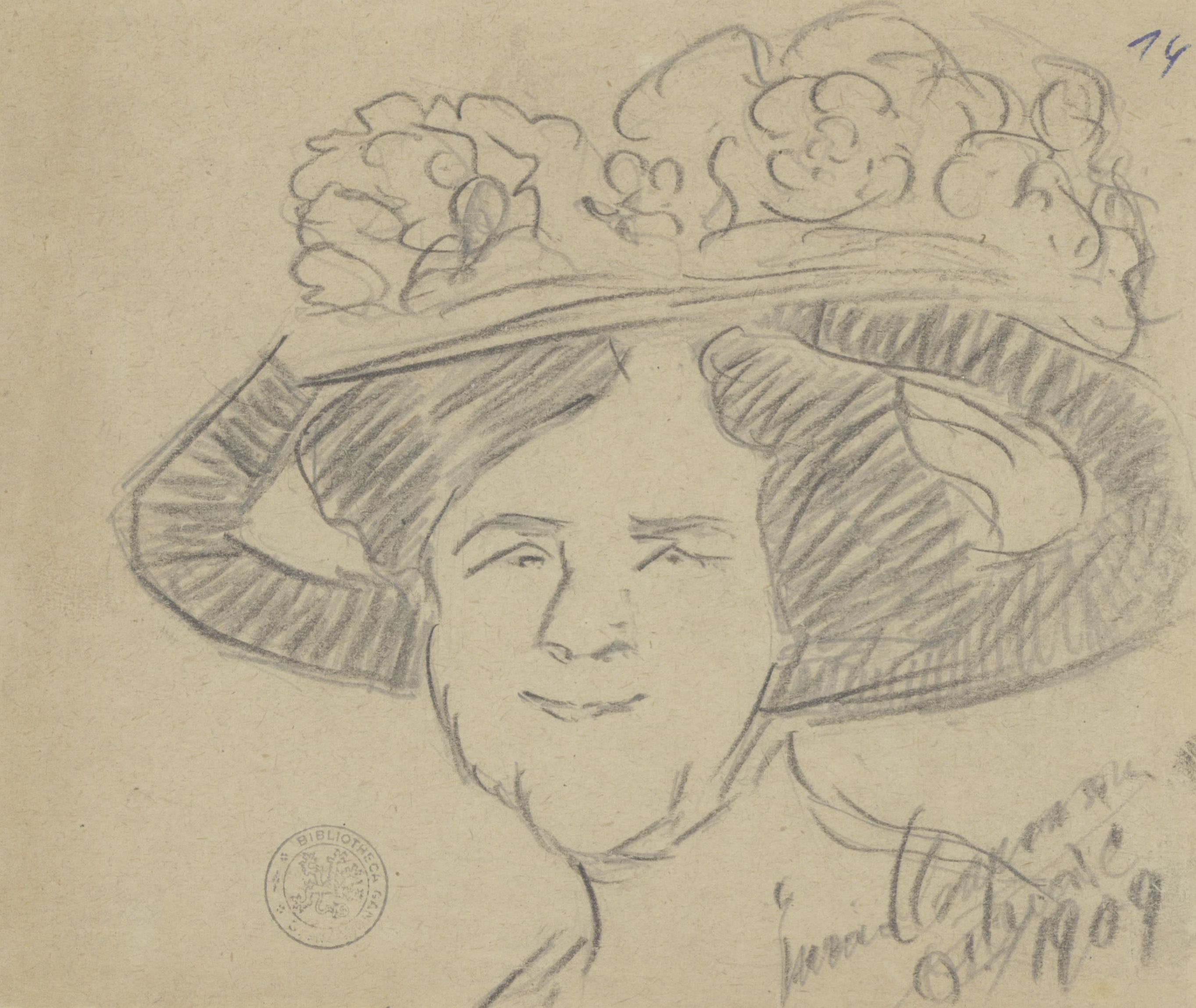
Ritratto di Frieda Hempel (1885-1955) da una serie di caricature disegnate da Enrico Caruso, 1909. Biblioteca dell'Università di Gand

Apparve al Covent Garden di Londra nel 1907 come Bastienne, in Hänsel e Gretel di Humperdinck, come Eva ed Elsa e di nuovo come Frau Fluth: Nellie Melba e Selma Kurz erano al centro della scena nei ruoli più popolari.
Nel 1912 debuttò al Metropolitan Opera di New York nel ruolo di Marguerite de Valois in Les Huguenots. Da allora in poi ha cantato regolarmente a New York negli anni '50. Fu la prima a cantare la Marschallin in Il cavaliere della rosa a New York (per Giulio Gatti Casazza, 9 dicembre 1913) a Berlino e cantò anche il ruolo a Londra nel 1913. Fu al Met 1913 in Un ballo in maschera come Oscar, con Caruso, Emmy Destinn, Margarete Matzenauer  e Pasquale Amato; anche la messa in scena del 1916 di Le nozze di Figaro con Matzenauer, Geraldine Farrar e Antonio Scotti. La sua La fille du régiment vi fu presentata nel 1917. La Hempel aveva una registro vocale drammatico molto esteso, da Rosina o Regina della Notte all'Eva di Wagner e Euryanthe di Weber (Metropolitan, 1914 revival).

### Recital
Dopo il 1919 si dedicò ai recital di concerti e lasciò alquanto bruscamente il Metropolitan Opera House, facendo strada ad Amelita Galli-Curci. Fece però in seguito una seconda carriera sulla palco dei concerti, eccellendo nelle esibizioni "middlebrow", che mescolavano lieder di Mozart, Schubert, Schumann, Brahms e Wolf, arie di concerti di Mozart e persino canzoni popolari dell'epoca. Diventò famosa per i recital in cui appariva in costume tra le bandiere americane e svedesi nei panni del famoso soprano del diciannovesimo secolo Jenny Lind; il suo ruolo svedese le permise di continuare a essere sotto i riflettori nonostante il sentimento anti-tedesco dopo le guerre in Europa: aveva cantato spesso per i soldati tedeschi durante la prima guerra mondiale. Il suo ultimo recital fu al municipio di New York nel 1951.

### Vita privata
Nel 1918 la Hempel sposò il mercante di seta e scrittore politico William B. Kahn, trascorrendo la luna di miele al Lake Placid Club. Di conseguenza divenne cittadina americana. Divorziarono nel 1926, ma Kahn rimase il direttore aziendale della Hempel. Lei pubblicò le sue memorie in tedesco e inglese, quest'ultimo si intitola My Life in Singing. Sebbene sia stata criticata su entrambe le sponde dell'Atlantico per diverse gaffe politiche nel corso della sua carriera, non prese mai una posizione politica in modo coerente.

## Registrazioni
Frieda Hempel iniziò a registrare dischi in Germania per la Odeon Records nel 1906 e successivamente registrò per la Gramophone Company (HMV) in Inghilterra, nonché per la Victor Talking Machine Company e la Edison Records negli Stati Uniti. La maggior parte provengono dal procedimento di incisione acustico.

## Insegnamento
Tra i suoi studenti di canto figura l'insegnante di canto e studioso di belcanto americano Cornelius L. Reid.

## Morte
Morì a Berlino nel 1955 all'età di 70 anni.

## Repertorio
| Ruolo                | Titolo                          | Autore      |
| -------------------- | ------------------------------- | ----------- |
| Adina                | L'elisir d'amore                | Donizetti   |
| Lucia Ashton         | Lucia di Lammermoor             | Donizetti   |
| Marie                | La figlia del reggimento        | Donizetti   |
| Gretel               | Hänsel e Gretel                 | Humperdinck |
| Margherita di Valois | Gli ugonotti                    | Meyerbeer   |
| Susanna              | Le nozze di Figaro              | Mozart      |
| Regina della Notte   | Il flauto magico                | Mozart      |
| Frau Fluth           | Le allegre comari di Windsor    | Nicolai     |
| Olympia              | I racconti di Hoffmann          | Offenbach   |
| Rosina               | Il barbiere di Siviglia         | Rossini     |
| La Marescialla       | Il cavaliere della rosa         | Strauss     |
| Gilda                | Rigoletto                       | Verdi       |
| Leonora              | Il trovatore                    | Verdi       |
| Violetta Valéry      | La traviata                     | Verdi       |
| Oscar                | Un ballo in maschera            | Verdi       |
| Elsa di Brabante     | Lohengrin                       | Wagner      |
| Woglinde             | L'oro del Reno                  | Wagner      |
| Eva                  | I maestri cantori di Norimberga | Wagner      |
| Woglinde             | Il crepuscolo degli dei         | Wagner      |
| Euryanthe            | Euryanthe                       | Weber       |